# 从地球到月球 (凡尔纳)
《从地球到月球》（法語：De la Terre à la Lune）是儒勒·凡尔纳于1865年写的科幻小说。小说记叙了后美国内战时代，巴尔的摩大炮俱乐部的主席巴比康和其竞争对手、费城的铠甲制造商尼切尔船长以及一个法国人迈克尔乘坐一枚由巨大大炮发射的中空锥形炮弹飞向月球并成为环绕月球的卫星的故事。
1903年，鲁迅将日本井上勤于1880年所译的日译本《九十七小时二十分间月世界旅行》转译为中文，中文译作名为《月界旅行》。